# Associazione Calcio Siena 1960-1961
Questa voce raccoglie le informazioni riguardanti l'Associazione Calcio Siena nelle competizioni ufficiali della stagione 1960-1961.

## Rosa
| N. |                   | Ruolo | Calciatore         |
| -- | ----------------- | ----- | ------------------ |
|    | Italia (bandiera) | P     | Giampiero Bandini  |
|    | Italia (bandiera) | C     | Giancarlo Bellotti |
|    | Italia (bandiera) | C     | Giorgio Bravi      |
|    | Italia (bandiera) | C     | Carlo Cattabiani   |
|    | Italia (bandiera) | C     | Mario Cavallini    |
|    | Italia (bandiera) | C     | Natalino De Rossi  |
|    | Italia (bandiera) | D     | Franco Fontana     |
|    | Italia (bandiera) | C     | Luca Frateschi     |
|    | Italia (bandiera) | A     | Emiliano Giordano  |
|    | Italia (bandiera) | D     | Antonio Monguzzi   |

| N. |                   | Ruolo | Calciatore        |
| -- | ----------------- | ----- | ----------------- |
|    | Italia (bandiera) | D     | Bruno Pastorino   |
|    | Italia (bandiera) | C     | Sergio Pensotti   |
|    | Italia (bandiera) |       | Sandrigo          |
|    | Italia (bandiera) | C     | Aldo Scaramucci   |
|    | Italia (bandiera) | C     | Alvaro Sellani    |
|    | Italia (bandiera) | C     | Mario Simoncini   |
|    | Italia (bandiera) | C     | Riccardo Sogliano |
|    | Italia (bandiera) | D     | Lauro Toneatto    |
|    | Italia (bandiera) | A     | Danilo Torriglia  |
|    | Italia (bandiera) | C     | Bruno Visentin    |